# ريتشارد روبرتس (مسير أعمال)
ريتشارد روبرتس (بالإنجليزية: Richard Roberts)‏ هو مسير أعمال أمريكي، ولد في 1957 في فيلادلفيا في الولايات المتحدة.